# مطار طفراوي
مطار طفراوي (بالإنجليزية: Oran Tafaraoui Airport) هو مطار عسكري يقع في الجزائر.